# 克勞德·史特萊夫
克勞德·史特萊夫是一位出現在史克威爾（現今為史克威爾艾尼克斯）的電子遊戲《最終幻想VII》和相關作品的虛構角色，為《最终幻想VII》本傳的主角。克勞德的外表特徵是金色的尖刺髮型，醒目的藍色眼睛，深色衣服和巨大的「毀滅劍（バスターソード，Buster Sword）」，此劍是摯友札克斯·菲爾的遺物。
在《最终幻想VII》的开头，克勞德自稱曾是垄断企業神羅公司的精英战士“神羅戰士”（SOLDIER）的一员，后来离开神罗公司成為一介雇傭兵，實際上他是在神羅軍事研究計畫下遭人體基因改造的實驗樣本。受兒時舊識蒂法邀請而加入反神羅組織「雪崩」，之後起而對抗擁有著英雄之名的萨菲罗斯，過程中克勞德學著接受自己混亂的過去，並適應了作為一個團隊領導者的角色。克勞德也出現在其他幾個《最终幻想VII》续作和衍生作品中，如在原版游戏剧情的续作、CG电影《最终幻想VII 降临之子》中扮演主角，在《最终幻想VII补完计划》的其他作品中扮演配角。同时，克劳德也出现在《富豪街系列》、《最終幻想戰略版》、《最終幻想 紛爭》、《鬥魂》和《王國之心》系列中。
克劳德由《最终幻想》系列的角色艺术家野村哲也设计，他的职责随着系列的开发也扩大了，后来还包括设计、监督克劳德的性格等。《最终幻想VII》的游戏总监北濑佳范和野岛一成创作了游戏剧情，他们想创建一个有些神秘但又典型的英雄角色。在《最终幻想VII》之后，野村哲也对克劳德这个角色的发展发挥了更大的作用，对其设计进行了修改，以更好地适应该系列向更现实风格的转变。
克勞德的角色塑造獲得了良好的評價，在整個《最终幻想》系列中他是「標誌性」的人物，也被广泛誉为电子游戏中复杂人物刻画的一个成功例子，尤其是在游戏中成功表现出了他的精神混乱。他在游戏杂志编制的各种角色列表中排名很高，并且在粉丝中很受欢迎。官方週邊中不只人物模型，設定上他所配戴的飾品，如耳環、戒指等皆有實際商品化，其人氣可見一斑。

## 人物

### 外表和性格
《最終幻想VII》的主角，在以原作劇情為後續的相關作品中也有登場。其他亦有以串場身分現身的其他SQUARE ENIX出品的遊戲。
特徵是金色的刺蝟頭（豎天頭），由於其特徴和最终幻想系列中登場的虛構黃色羽毛鳥陸行鳥神似，因此也被稱為「陸行鳥頭」。另外也被指稱和出現在中的變身角色相似。瞳孔為青色，這點是帶有特殊能源魔晄所顯露的特徵之一（不過在遊戲中，克勞德自少年時代瞳孔即為青色，以及希德不是神羅戰士但瞳孔同為青色，因此瞳孔青色並不等於神羅戰士）。身材精瘦而肌肉結實。身穿無袖的暗紫色高領上衣，左肩裝備護甲，使用尺寸巨大的毀滅劍（初期裝備）。和蒂法·洛克哈特是兒時同鄉。
自幼身體比別人強壯，即使從懸崖掉落也只受了輕傷，有過在腹部被萨菲罗斯的太刀「正宗」刺穿的狀態下不用手將萨菲罗斯連人帶刀整個舉起拋出的驚人舉動。
正如其在作品中的口頭禪「沒興趣哪」所示，克勞德常被認為是冷淡的個性，但實際上卻是怕羞而重視伙伴的性格。此外初期還很討厭別人看不起身為「前神羅戰士」的他，如巴雷特。
討厭青蛙、容易坐車暈車坐船暈船、不會做菜。在《最终幻想VII》初期表現出守錢奴的一面，像是對巴雷特要求提高報酬、在初心者之館說明系統的時候特地講出「而且是免費的！」。
在《最终幻想VII》劇情中，心不甘情不願地被同伴艾莉絲·蓋恩茲博羅扮成女裝，穿上連身洋裝、披戴長假髮。他的女裝打扮非常地維妙維肖，讓周圍的人都誤以為是女性，由此可以窺視出他具有如同女性一般的整齊五官。即便是常在克勞德身邊的同鄉蒂法，都需要一段時間才能夠察覺出眼前像是女性的人物是克勞德。此外依照玩家的意志，克勞德會自發性地在內衣等周圍的人無法輕易看見的地方，也穿著女性服飾。內衣的取得方法是由蜜蜂之館的店員所給予，雖然一邊抱怨但還是會穿上。並且在這之後，還會請店員幫他化妝。雖然連身洋裝、香水、假髮、頭飾的品質多少會影響到劇情的進行，但內衣和化妝並不會影響。而且從故事的描寫來看，克勞德在洋裝底下穿著平常的衣服，因此和內衣根本沒有關係。再者，仔細看穿著女裝時的站立姿勢，可以發現他在身體前方雙手交纏做出「有女人味」的動作。而移動的姿勢也會是高雅地走路（跑步）。
在《最終幻想VII：降臨之子》中，克勞德有著一台不斷改造的重型機車「芬里爾（Fenrir）」，主體為黑色，兩側各擁有三個劍匣，方便克勞德放置六把刀劍使用。對於改造芬里爾則有相當程度的熱衷，也因此送貨所得的錢幾乎都投入於此車之中，現在每天獨自駕着摩托車到處送貨。
極限技能包括「超究武神霸斬」和「超究武神霸斬ver.5」。

### 身世和經歷

在《核心危機 -最終幻想VII-》中的克勞德，當時作為16歲的神羅兵

父親在克勞德年幼時去世，從此與母親相依為命。由於單身家庭的生長背景，造就他較為孤僻的性格，總是不合群的迴避其他年紀相仿的小孩，但心裡還是對當時小孩子群體的人氣王蒂法頗有好感。在蒂法母親過世時，蒂法由於思念母親而前往尼福爾海姆附近的一座山上，認為只要到達山頂就能再見到逝去的母親。在其他原本跟著蒂法的小孩們都因為害怕而逃回家時，唯獨克勞德還在後面跟隨，想要保護蒂法，結果兩人雙雙掉落山谷。雖然克勞德幸運的只受輕傷，但蒂法卻昏迷了數日，這樣的結果讓蒂法的父親將一切責任怪罪到克勞德身上，甚至禁止他再與蒂法接觸，但蒂法反而從此與克勞德成為要好的玩伴。
但沒能保護好蒂法的事實讓克勞德耿耿於懷，為了能不再犯下相同錯誤，想成為像萨菲罗斯一樣威武的神羅戰士，於是克勞德打算在14歲時離開家鄉尼福爾海姆，前往米德加爾闖蕩。但克勞德在神羅戰士測驗中箭落馬，而退而求其次的被雇用為神羅旗下的士兵，與札克斯·菲爾成為互相認同的摯友。由於花費兩年的時間後依舊沒能成為神羅戰士，讓克勞德感到尷尬，所以他一直沒有回鄉告訴蒂法。後來在尼福爾海姆毀滅事件中，在被萨菲罗斯所重傷後，與札克斯一起被寶條當作實驗材料一樣回收。在四年的實驗中，克勞德的身體被變成與神羅戰士同等的存在，但本來沒有戰士適應性的他遭受了嚴重的中毒症狀，身體無法自行活動，後由札克斯救出。在逃離神羅士兵追捕的過程中，札克斯為了保護克勞德而傷重致死，於臨終前將「毀滅劍」托於克勞德。克勞德在巨大的精神打擊下激起傑諾瓦細胞的保護本能，不只記憶與札克斯經歷的混合，也學會了札克斯的戰鬥技巧，從此創造出了所謂「曾為神羅戰士的雇傭兵克勞德」的虛假記憶與人格，真正的克勞德人格則沉睡在體內。
作品中的克勞德常有女性對他表示好意，有許多類似的描寫。曾經不甘願地被扮成女裝，不過卻大受男性好評，被盤據在特種行業店「蜜蜂之館」的男性包圍，受到殷勤款待。並且被好男色的古留根尾頭目看上，依玩家的遊戲進行方式會有被逼接吻的劇情。
在《最终幻想VII》時的戰鬥勝利姿勢、偽裝成神羅士兵時在路法斯·神羅的歡迎會上提案的特別動作、魔法發動時、以及在《最终幻想VII 降临之子》戰鬥中一再反覆揮擺的跡象來看，可以推測出克勞德有單手揮舞武器的習慣。在《鬥魂》時札克斯做出和克勞德相同的勝利姿勢，因此也可以視為這習慣是受到札克斯的影響。但是因為《鬥魂》的札克斯是克勞德的替換角色所以無法斷定（不過札克斯在《LAST ORDER -FINAL FANTASY VII-》也同樣地揮擺武器）。
年少時期對蒂法頗有好感，卻怯於向對方表白；在遺忘之都目擊艾莉絲遭萨菲罗斯持刀殺害的場景後，更是對於自己沒能及時制止這場悲劇發生而感到自責。經由在生命之流的艾莉絲引導蒂法，將兒時的記憶傳給克勞德，補齊缺少的記憶漫遊星球的少女，讓克勞德順利整合精神領域裡的各個記憶片段，成為「真正的克勞德」，並且藉著意識存於生命之流裡的艾莉絲的協助，得以免於遭萨菲罗斯呼喚的隕石攻擊、連同整個星球徹底消滅的命運。後於《最终幻想VII 降临之子》接受蒂法的資助，開設史特萊夫貨運服務運送貨物維生，但亦同時受到「星痕症候群」的症狀所苦。
職業是自稱「前神羅戰士1st」的便利屋。在《最终幻想VII》2年後故事的《最终幻想VII 降临之子》中經營「史特萊夫貨運服務」的運輸行業。此外在《FFT》的專用職業（Job）為「士兵」。在其他作品客串當場時多被以「冷酷的前神羅戰士1st」之類的形容詞介紹。雖然他本來不是神羅戰士，不過因為在《最终幻想VII》劇情中有闡明真正的經歷，一般認為是避免劇情透露所做的顧慮。這在直接性的續篇《最终幻想VII 降临之子》中也是一樣。

### 武器
- 毀滅劍（Buster Sword）

克勞德故事初期配備的武器，外型呈斬首大刀，刀身有兩個中空的洞，能裝備二顆魔晶石，沒有護手。為札克斯的遺物，《FFVII AC》故事開始時插在札克斯死去的地方，原本已佈滿鏽漬，最後被重修完好，並移到艾莉絲教堂的水池上方處。而此劍已知歷經安吉爾、札克斯、克勞德三代。
另譯為「破壞劍」
- 合體劍（Fusion Swords）

是克勞德後期所使用的組合武器，由六把分別為劍與刀所組合而成，可依需要分離或組合，但每一把刀劍都有不同的特殊作用（如主劍真空劍的能力是魔晄集成外放），並且個別組合時能力也會產成差異，當六把刀劍組合成完全體後便能施展出武器自帶的最強魔法「諸神祝福」，作用是加強自身的所有能力，在電影中表現的方式為全身被藍色的魔晄包圍。在《最終幻想VII：降臨之子》中，克勞德有著一台重型摩托車「芬里爾（Fenrir）」，主體為黑色，兩側各擁有三個劍匣，方便克勞德放置六把刀劍使用。
- 創世兵器 / 終極武器（Ultima Weapon）

克勞德曾使用過的最強之劍，劍身中心有著藍色的漸層，護手處有四根突棒。但最後下落不明，也從未再次出現。

## 登場

### 最終幻想VII
在《最终幻想VII》中，剧情开始时克勞德是作为反神罗组织“雪崩”的雇傭兵。他冷漠地無視與工作無關的事，對雪崩組織的目的仍是表現出漠不關心的態度。雪崩认为神罗公司对魔晄的无限制使用消耗了星球的“生命之流”，对世界造成了威胁，因而反抗神罗。克劳德自稱以前是神羅公司下的精銳部隊的1st神羅戰士。儘管他已離開了雪崩組織，根據玩家的選項選擇，當面臨他的童年朋友蒂法和雪崩成員，克勞德似乎漸漸地顯現出了他的善良，他同意要好好保護著蒂法，並繼續作為雪崩的一員，即使他從未成為一個出名的英雄。透過玩家從米德加出發，克勞德被雪崩的原領導者巴雷特·華勒斯推作為隊伍中的隊長。
後來克劳德遇上了被神罗追捕的一位賣花女艾莉絲·蓋恩茲博羅，并帮助她逃离了神罗的追捕，后来得知她是古代種唯一的倖存者，克勞德的性格進一步成長，他變得越來越溫和、幽默和学会保护人。克勞德、蒂法和艾莉絲之間的三角關係主要集中在第一張光盤，有時是用來達到幽默的效果。
當玩家到達在卡姆鎮的旅館時，克勞德說出了和傳說的神羅戰士、主要反派，萨菲罗斯的往事，以及五年前萨菲罗斯失踪的事件。根據克勞德表示，兩人曾是「戰鬥的夥伴」，在以前曾一起為工作而執行任務。他也曾和其他士兵一样，想成為萨菲罗斯，克勞德回述，他報名參加了「大任務」，當他們能上战场时，神羅和五臺之間的戰爭已經結束，因此他也没有一战成名的机会。 一次，萨菲罗斯和克劳德到克劳德的家乡尼福尔海姆执行任务，偶然间的机会，萨菲罗斯开始怀疑他的身世。萨菲罗斯在尼福尔海姆的图书馆中，發現了外星生命傑諾瓦（亦即萨菲罗斯“母亲”）的相关文献。萨菲罗斯放火烧毀了尼福爾海姆而離開，克勞德追了過去。在尼福尔海姆山上的魔晄炉發現了被萨菲罗斯打傷的蒂法，還發現萨菲罗斯釋放了傑諾瓦。克劳德直面萨菲罗斯并认为杀死了他，克劳德认为这不是谎言，虽然他的实力在当时和萨菲罗斯无法匹敌。他在挑战萨菲罗斯后仍然活着，这是他感到困扰。
但是，大量的视觉和音频线索表明克劳德的记忆不可靠。克劳德会自发地记起他过去的话语或场景，有时会摇摇欲坠地倒在地上，并且似乎不记得他应该记住的东西，例如存在名为札克斯的1st神罗战士。当萨菲罗斯开始操纵克劳德的思想时，他通过告诉克劳德他自己的过去只是虚构的东西，神罗创造了克劳德以试图克隆萨菲罗斯。克劳德得知他不记得自己加入神罗战士的方式和时间了，他认为自己只是一个“失败的实验”，然后失踪了。后来，团队其他成员发现了昏迷的克劳德，此时的他遭受了魔晄中毒。直到和蒂法落入了生命之流，得到了她的鼓勵，使他可拼湊過去並重新走在一起，在那裏他下意識地恢復了自己的個性，最終駁回了萨菲罗斯的欺騙。
后来可以得知，克劳德从未获得过成为神罗战士的资格，而是成为了神罗的普通士兵。克劳德曾在萨菲罗斯和札克斯领导的小隊中前往尼福尔海姆的任务，由于尚未出人头地，此時的克劳德隐藏了自己的身份。萨菲罗斯在山上魔晄炉击败札克斯之后，克劳德设法伏击了萨菲罗斯，将其扔进了生命之流，并相信他已经死亡。然后，他和札克斯都被神罗的首席科学家宝条囚禁进行实验。札克斯后来带着克劳德逃脱，将他带到米德加郊外，神罗士兵将札克斯击倒。由于受到魔晄辐射的照射和杰诺瓦细胞的注入，克劳德的思想在很大程度上是基于札克斯的思想从而创造了虚假的人格，无意中用后者的记忆中抹去了前者的记忆。在重新确定自己的身份后，克劳德继续担任领导职务。在游戏结束时，萨菲罗斯最后一次出现在克劳德的脑海中，但在一对一的战斗中击败了他。

### 最終幻想VII補完計劃
在手机遊戲《危機之前：最終幻想VII》中克勞德作為一個次要角色出現。在遊戲過程中，是發生在《最终幻想VII》的6年前，玩家會遇到克勞德，他作为正準備努力參加神罗战士的士兵，並協助塔克斯對尼福爾海姆的任務:36-41。该游戏描绘了克劳德的剑术天赋，并讲述了他在尼福尔海姆毁灭期间所擔任的角色。

CG電影《最終幻想VII：降臨之子》中的克勞德·史特萊夫

CG電影《最終幻想VII：降臨之子》是連接原作結局的2年後，克勞德和蒂法一起生活在城市外圍，以「快遞」作為職業並讓在新酒吧的蒂法接客戶，放棄了自己原本一個雇傭兵的身分。和他們住在一起的是巴雷特的養女瑪琳與丹澤爾，是患有致命疾病星痕症候群的孤兒。蒂法幫助丹澤爾、瑪琳一起面對，據透露，克勞德也受到了星痕症候群之苦，在孩子失踪后，面对蒂法，他表示自己並不適合保護他的新家庭和其他朋友們。然而，蒂法要他放下過去。克勞德到遺忘之城尋找孩子，在那里面对卡達裘、羅茲和亞祖，是萨菲罗斯遺留下来的，還沒來得及完全擴散進到生命之流中就被遗弃了。。在和卡達裘於教堂戰鬥時，由於卡達裘擲出的魔石碰入附近的水池裡，引發一場爆炸，湧出一股和生命之流結合的清泉，治癒克勞德身上的星痕症候群。成功治癒身體的病痛後，克勞德正式擊敗再度復甦的萨菲罗斯，終結雙方的宿怨，現場留下了垂死狀態的卡達裘。克劳德重伤，在生命之流再度見到札克斯·菲爾和艾莉絲，被生命之流帶回艾莉絲教堂的地面和夥伴們會合。最終克勞德在教堂群聚的眾人間，望見艾莉絲走向依靠在教堂門口的札克斯的身邊，目送兩者並肩走進強烈的白光裡，才意識到自己始終並非孤身一人，至此解開札克斯和艾莉絲逝世後所留下的心結。
克勞德也出現在中篇小說《通往微笑之路》中，故事設定於《最终幻想VII》和《降臨之子》間的兩年。「蒂法篇」中他和蒂法一起生活，瑪琳和丹澤爾。「丹澤爾篇」中描述了克勞德如何和丹澤爾第一次見面，后来又被改编成简短的OVA，並包含在《降临之子完整版》中的《通往微笑之路-丹泽尔篇》。克勞德也是OVA《最終命令 -最終幻想VII-》的主角之一，這倒述描述了《最终幻想VII》前的兩事件，離開尼福爾海姆時挺身和萨菲罗斯戰鬥，同時也和札克斯逃避神羅兵的追殺。
克勞德在《降臨之子》一年後的《地獄犬的輓歌：最終幻想VII》中作為一個配角登場。克勞德、巴雷特和蒂法一起工作，並幫助文森特一起對抗襲擊米德加的神秘DG神羅戰士。
在《最终幻想VII》的前傳《核心危機：最終幻想VII》中，克劳德是一位年轻的神罗士兵，正和札克斯結為好友。故事結局時瀕死的札克斯將「毀滅劍」交給了克勞德，並告訴他這是他的遺物，克劳德是札克斯存在的证明。後來克勞德到達了米德加，作為《最终幻想VII》的開端。
克劳德也出现在2020年《最终幻想VII 重制版》中，这也是《最终幻想VII补完计划》的一部分。 史克威尔称这是对1997年原版游戏的重制，同时声称该游戏还有其他不同的含义。

### 王国之心系列
在《王國之心》，克勞德出現在奥林匹斯競技場的世界。他被描繪為具有爪和深紅色的斗篷，他的劍被包覆在繃帶中。野村哲也表示，克勞德的左臂是受文森特所啟發，並指出，在這個遊戲中，角色本來是要說明一個「惡魔般」的外觀，因為他關係到「黑暗的一面」。他一直被哈迪斯聘請去殺死赫拉克勒斯，但先決條件是要和索拉交手。戰鬥結束後，哈迪斯放出刻耳柏洛斯攻擊克勞德和索拉，被赫拉克勒斯阻止。後來克勞德向索拉說，他是在尋找一個人。後來遊戲透露，在最後的混音，他正在尋找萨菲罗斯。在這遊戲結束後，克勞德和寂靜庭院的居民們團聚。基於內存的版本，使他繼續在系列續作Game Boy Advance的《王國之心 記憶之鍊》中作為BOSS出現在奧林匹斯競技場。後成為索拉的召喚卡。
克勞德再次出現在《王國之心II》，以他在《降臨之子》的着装出现，並正在尋找萨菲罗斯，且自己還被蒂法發現。史克爾·里昂哈特的團隊並肩戰鬥襲擊寂靜庭院的無心者。應玩家選擇服從萨菲罗斯，贏得了戰鬥，克勞德返回和萨菲罗斯交戰，最后在蒂法给予克劳德支持后，在一個閃光兩人消失而結束。索拉的結論是，克勞德仍和萨菲罗斯戰鬥，直到他被擊敗前都不會停止。克勞德的複製品亦在《王國之心 編碼》的奧林匹斯競技場出现，幫助索拉和赫拉克勒斯和哈迪斯交戰。除了电子游戏外，克劳德还出现在《王国之心》的漫画改编中，重新扮演了他的原始角色。

### 其他登场
OVA《最终命令 -最终幻想VII-》是对尼福尔海姆的毁灭以及札克斯和克劳德从神罗逃脱的重述。由Madhouse制作动画并根据犬中和彦的剧本制作而成，与《最终幻想VII》对事件的描绘不同，例如，通过观察自己的脸来重新解释克劳德对蒂法的营救，尽管《最终命令》与《最终幻想VII》的剧本相关联并对其进行了引用，但它被认为是一部外部作品。克勞德這個角色在《最终幻想VII》外的遊戲也有登場。在《神佑擂台》中，克劳德是PlayStation版本中的可玩角色。在PlayStation 2的《富豪街特別版》和PlayStation Portable的《富豪街：DQ&FF角色大集合攜帶版》中，他是可操作的人之一。在《陸行鳥大賽車》中，克勞德作為一個騎著機車的隱藏角色。在PlayStation的《鬥魂》也有出現，但如其他《最终幻想VII》的角色，他沒有故事情節。於最終幻想系列的格鬥遊戲《最終幻想 紛爭》中他是代表《最终幻想VII》的角色登場。他的特點是在他《最终幻想VII》衣服，也能使用《降臨之子》的服裝。他和萨菲罗斯的戰鬥是基於《最终幻想VII》和《降臨之子》。隨著整個剧情，克勞德再次登場在前傳《最終幻想 紛爭012》並作為一個混沌陣營的戰士。他關心蒂法，並試圖獨自打倒卡歐斯，但受了重傷，被女神柯絲摩思救起，並許願在下次戰爭時能成為她的戰士之一。克勞德的主要裝備是基於天野喜孝的原始藝術品的概念。他還在節奏遊戲《最終幻想 節奏劇場》作為代表《最终幻想VII》一個可玩的角色，穿着《降临之子》中的打扮。在《最终幻想 探险者们》中，完结可以短暂转变为克劳德，以使用他的极限技。在《小小大星球2》，克勞德是作為一個可下載的人物模型。
在PlayStation遊戲《最終幻想戰略版》，是一個可玩的秘密人物是玩家可以招募。由一個古老的機器稱為「天球儀」，他不小心被拉入伊瓦莉斯世界，它是由拉姆沙在機械城啟動的。在抵達拉姆沙的世界後，克勞德迷失了方向，經與拉姆沙和其他人短暫交流後離開。他流浪到Zarghidas商貿城，在那裡他遇到了一個名為艾莉絲的花姑娘，被暗示她提醒克勞德屬於原作，回顧他的悲痛在她的死亡。由於克勞德離開該地區，艾莉絲被要求和一人搭話，克勞德回頭幫助她，拉姆沙一行趕上了他。戰鬥結束後，他加入拉姆沙隊伍作為一個可玩的角色，他不能執行任何他的指令攻擊，直到玩家找到了他的劍。

在《王國之心》中，克勞德有著一個「惡魔般」的外觀

在2013年的《雷光歸來：最終幻想XIII》中，主角雷光將有一件克勞德的神羅戰士裝和一把「毀滅劍」，換上此裝的雷光能做出克勞德的勝利姿勢，該服裝可作為預購獎勵。在《Final Fantasy Anthology》以2D的形式出現。在手机游戏《最终幻想VII G-Bike》中，克劳德作为主角，野村哲也还为他设计了新的装束。在《最终幻想XIV：重生之境》中也出现了《降临之子》中的装扮。克劳德的原始服装还出现在手机游戏《莫比乌斯 最终幻想》和《最终幻想探索者们-增强版》中。
在任天堂的《任天堂明星大亂鬥3DS/Wii U》中，克劳德以追加下载角色的形式加入游戏并作为可操纵角色之一。他也是《任天堂明星大亂鬥》系列历史上第一位出现的史克威尔艾尼克斯旗下的角色。他亦在2018年的续作《任天堂明星大乱斗 特别版》中扮演可操纵的隱藏角色，现在可在游戏的首发名单中选择。
克劳德在《劍魂II》中扮演客串角色，但后来被三島平八取代。

## 創作

### 概念和设计
与以多个“主要角色”为特色的《最终幻想VI》形成鲜明对比的是，史克威尔的工作人员在《最终幻想VII》开发初期就决定该游戏将遵循一个鲜明的主角。在坂口博信的第一版情节中，克劳德角色的原型属于试图摧毁纽约市“ 魔晄炉”的组织。在暂停开发一段时间以使团队可以帮助完成《时空之轮》之后，史克威尔开始尝试使用下一代硬件。包括北濑佳范和野村哲也在内的一个小组秘密工作，开发了一个在SGI Onyx上运行的任天堂64仿真工具包的Demo。除了从史克威尔的1995年SIGGRAPH Demo中移植的测试模型之外，野村和其他少数艺术家还设计了新角色，包括克劳德的早期设计。
坂口对野村的插图和《最终幻想V》和《最终幻想VI》的详细手写笔记印象深刻，委托野村设计了《最终幻想VII》的主要角色。北濑和野村讨论了克劳德将领导三位主角，但野村并未事先获得角色简介或完整的场景。野村可以想象他设计的角色背后的故事，在与员工讨论或单独书写的笔记中分享了这些细节。尽管发布了两个续集，但由于《最终幻想IV》中角色的受欢迎程度而感到沮丧，野村将打造令人难忘的角色作为他的目标。

野村哲也早期对克劳德的设计

克劳德的设计经过了几次修订。野村的克劳德初稿以向后留黑的头发为特征，与游戏的主要对手萨菲罗斯的银色长发形成对比，并最大程度地减少了模型的多边形数量。但是，为了使克劳德脱颖而出并强调他作为游戏的主角的作用，野村更改了克劳德的设计，使他的头发刺眼而明亮。野村还使克劳德比他在SGI Onyx演示中出现的要高，而在一个名为“逼真的一面”的废弃迭代中，处理订的头和身体更高，体格也更壮。
处理过先前《最终幻想》游戏角色插图的天野喜孝根据野村的想法来为游戏绘制宣传海报。据天野称，由于PlayStation的硬件限制，因此无法真实呈现角色。天野认为克劳德的松松垮垮的裤子在底部逐渐变细，反映出一种“非常……日本风格”，类似于袴的轮廓。 “一个年轻，充满激情的男孩” 克劳德和一个“更成熟，更酷”的人萨菲罗斯的对比使天野感到“很有趣”，尽管配对并不稀奇。在设计克劳德和萨菲罗斯时，野村设想了一种与宫本武藏和佐佐木小次郎相似的竞争，克劳德和萨菲罗斯分别代表宫本武藏和佐佐木小次郎。
野村的笔记列出了克劳德的職業是「魔法剑士」。而克劳德的武器，早期版本的毁灭剑被描绘成是更小、更薄的剑。各种变化包括增加的东西，例如连接到鞍座的小链条，将剑固定到克劳德背上的磁铁，以及更详细的设计，类似于“西式剑”。在随后的插图中，毁灭剑的剑刃变长了，野村将其称为“精制钢刀”，史克威尔的工作人员构思了一款小型游戏，其中涉及克劳德在游戏开发之初就驾驶摩托车。野村的插图包括克劳德骑着神罗摩托车“ Hardy-Daytona”（哈迪·戴德那）。
北濑和野岛撰写了克劳德的背景故事以及他与萨菲罗斯的关系。在草拟游戏场景时，野岛看到了由编剧鳥山求创建的动画，描绘了“克劳德在卖弄自己”。该动画给野岛留下了深刻的印象并启发了他。后来，这带领野岛创建了札克斯·菲爾（Zack Fair），这是一个克劳德所渴望的士兵，以扩大对克劳德过去的神秘感。野岛留下了未完成的有关克劳德身份发展的事件，北濑在进行游戏测试之前一直不知道札克斯的加入的重要性。北濑回顾了野岛的情景，并认为克劳德既不专一，也不公义，对主角提出了新的要求。克劳德、蒂法和爱丽丝之间的三角恋也被视为该系列中的小故事。野岛比喻克劳德和蒂法就像是从幼儿园开始就在一起的朋友，而爱丽丝是中途转学过来的学生。
在早期的剧本中，萨菲罗斯会欺骗克劳德以为是萨菲罗斯创造了他，而萨菲罗斯可以控制克劳德的行为。在游戏结尾，克劳德会发现真相是神罗的实验和他自己的不安全感使他容易受到伤害。克劳德也会在游戏剧情开始之前以某种方式伤害蒂法，从而使蒂法对这件事失忆和并在背部留下严重伤痕。北濑拒绝了加藤正人撰写的涉及克劳德和蒂法在最后一战前的早晨从陆行鸟厩走出，蒂法在四处张望后才走出的场景。北濑认为它“太过激烈”，而野岛将该提议描述为“极端”；但是北濑保持了加藤所写的调子，描绘了前一天晚上的场景，蒂法讲了一段有风险的对话，然后场景逐渐变暗。据野岛说，没有开发人员会预想到那种场景，尽管“对话有些问题”，“但也很重要”。
野岛希望以这样一种方式来编写场景，即玩家自己可以决定克劳德的想法。野岛使用克劳德的模糊记忆作为一种提供给玩家未知的，但游戏世界中的居民认为是常识的细节的设备。 为强调克劳德的个性，编剧重复了他们发现有趣的元素，例如鸟山的站立动画和克劳德使用“不感兴趣”一词。
作为回顾，野村和《最终幻想VII 重制版》的联合导演直树滨口直树将克劳德形容为“笨拙的角色”。野村称，尽管以克劳德为代表的《最终幻想VII》的头衔都强调了他的“冷酷一面”，但是“在原版游戏中，克劳德有很多可笑或蹩脚的时刻”。野村相信，克劳德之所以受到玩家欢迎，是因为在野岛的剧本中，克劳德的个性的原因产生的影响。

### 進一步發展
野村同意执导《降临之子》很大程度上是因为他对克勞德这个角色的深厚的感情。。儘管野村表示，克勞德在《最终幻想VII》比《降臨之子》中性格較樂觀，他選擇了一個對玩家而言比較熟悉的個性、腳本的撰寫和解釋他的精神狀態。野村解釋了片中的克勞德，曾說過「克勞德試圖在《最终幻想7》結束後積極地領著他的生活，但是他看破...克勞德認為自己擁有的罪並不是任何人的錯，尤其，它是克勞德要讓他自己克服的。」野島說，這個故事的主題之一是贖罪，「如果你想被原諒，你必須考慮到不平的人生道路。克勞德，在選擇再次和萨菲罗斯的戰鬥，終於給予治癒和饒恕。」野村得出結論，「克勞德似乎是一個弱的傢伙，一般的英雄都很強、冷靜，沒有任何弱點。..這是透過贖回從他的朋友和孩童，以保護使他變得更強。」克勞德內疚、後悔不能夠拯救札克斯和艾莉絲，他們的出現是象徵著克勞德思念著他們。克劳德想象中的狼“代表了克劳德心灵的最深处”，并且“响应克劳德内心深处的某些负担而出现”，在电影的结尾消失了。。与其他英雄通常只有怪异的人物缺陷相比，野村认为克劳德的弱点是人性化的。野村引述电影的最后一幕，其中克劳德微笑是他的最爱，突显出缺乏对话和克劳德的尴尬。野村喜歡它，因為那幾乎沒有對話，以臉上的表情來傳達他的情緒給觀眾。作曲家植松伸夫評論說：「這聽起來很酷！」，他感到很兴奋，并评论说玩过《最终幻想VII》的玩家会想象到克劳德的笑容。。
野村试图使克劳德的设计“与其他角色明显不同”。克劳德的脸部进行了大约30种不同的设计，他的头发也进行了修改，以使其看起来更真实，并说明自从原版结局那时起已经过去了两年。制作人员尝试根据游戏的原始插图渲染克劳德，但得出结论，这样做会使他的眼睛变得不切实际，显得“看起来很粗糙”。在電影点映后，克劳德的脸部进行了进一步修改，其特点是写实风格。与他的头发相反，克劳德的衣服很难在電影中制作。制作人员决定给克劳德一件简单的服装，以符合“专为行动而设计的衣服”的概念，工作人员首先想到了一件黑色长袍，最后将其削减成一条转移到一侧的“长围裙”。

在《最终幻想VII 重制版》中，克劳德驾驶Hardy-Daytona摩托。可以看出，设计更现代更真实化了。

克勞德的武器在原來的遊戲中很高，在续集里更矮。雖然它沒有一個正式的名字，工作人員在電影的制作過程中將其命名為「合體劍」。早期的故事板概念包括克劳德在他的背上背着六把剑，尽管后来这个想法被修改为六把环环相扣的剑。尽管这个想法不是“从逻辑上考虑的”，并且员工们认为他们“实际上不能用”，但人们认为它“为故事提供了一个有趣的点。” 他的新機車「芬里爾」，是由竹屋隆之设计的，他被工作人员要求设计出《最终幻想VII》中克劳德的“Hardy-Daytona”摩托车的升级版。隨著不斷的發展，車體越來越大，竹屋觉得它的沉重感在電影中发挥了很好的作用。在原版游戏中，克劳德的最强技是超究武神霸斩。为了在電影中与萨菲罗斯战斗，野村提出了一个新动作，即超究武神霸斩ver.5，它是原技能的更快版本。野村受到了《最终幻想X》的的主角Tidus的一个动作灵感的启发，员工们对克劳德的动作大加赞赏，增加一个更具体的名字会使人们更加兴奋。
在制作格斗游戏《最终幻想 纷争》时，野村指出，由于让PSP机能的限制，克劳德的外观比《最终幻想VII》明显苗条。在保留他的原始设计和《降临之子》外观的同时，根据他的《最终幻想VII》角色，克劳德的外观更加鲜明。
克劳德在《最终幻想VII 重制版》的最初设计与原始版本的设计大相径庭，但后来进行了更改，使其更类似于野村的原始设计。在《最终幻想VII》的早期剧情中，克劳德穿着女装以寻找蒂法。野村表示，这个剧情在玩家中很受欢迎，并保证重制将保留这一部分。另一方面，角色设计师表示他们的最终设计尚未决定。野岛一成致力于使克劳德与蒂法和巴雷特的互动变得自然。尽管担心最终结果，野岛还是希望玩家能再次与角色建立联系。北濑进一步表示，由于尚未成熟，因此在重制版中，他们的目标是使克劳德比在《降临之子》中显得更缺乏经验和不成熟。克劳德比他这个年龄的人更不成熟的主要原因是因为他在过去的游戏中有五年昏迷时间，使他缺少社会经验。一个例子是，克劳德在一个悲伤的场景中试图在情感上支持蒂法，模仿了巴雷特的举动，但他没有发挥同样的效果。开发者表示，在这种情况下，克劳德是一个试图像成年人一样行事的少年。当谈到与其他角色的亲密关系时，杰西的调情使克劳德感到恼火，但与爱丽丝互动时想表现得很酷。

### 配音
在《神佑擂台》游戏中，堀內賢雄在街机版本中为克劳德配音，而佐佐木望在家用机版本中替代了他。《王国之心》的配音总监菅原輝明将克劳德的日本配音演员樱井孝宏推荐给野村哲也。野村最初曾要求樱井扮演电子游戏《绝命保镳》的主角锡永·巴扎德（Sion Barzahd），但在听完他讲话后，发现他的声音最适合克劳德。樱井收到剧本时没有任何伴随的画面，首先来到录音室，给人的印象是他会说出克劳德以外的其他角色。对于《降临之子》，野村希望克劳德和文森特具有相似个性的声音。作为广受欢迎的《最终幻想VII》的续集，樱井觉得给克劳德配音的压力比他为《王国之心》的克劳德配音时承受的压力更大。樱井收到同事的评论，表明了他们对游戏的热爱，其中一些人开玩笑地威胁说，如果樱井不符合他们的期望，他们将不会原谅樱井。
在录制过程中，樱井被告知：“无论他面对什么省算，克劳德都不会动摇。” 樱井说，他单独录制了大部分场景，他也与为蒂法配音的伊藤步一起合作了一些场景。这些录音使他感到“沮丧”，因为“他与蒂法进行的交流可能会非常痛苦”，樱井评论说，克劳德很难直言不讳。樱井说，有些场景需要一年多的时间才能完成，并且给出了非常精确的指示，需要多次拍摄。
根据樱井的说法，比起讲话，克劳德的沉默传达出更多关于角色的信息。虽然拥有英勇的特征，樱井却形容克劳德的观点是负面的，并说他在某些方面很微妙。樱井是《最终幻想VII》的粉丝，基于他对克劳德的最初印象，他认为克劳德是一个冷酷的角色，但后来他把他视为更感性的人。最终作品发布后，樱井急切地希望听到粉丝的回应，无论是正面还是负面，并说他收到的大多数反馈都赞扬了他。在录制《危机核心》时，樱井觉得克劳德虽然内向，但表现得更像一个普通的少年，并相应地修改了他配音的方法。克劳德对札克斯逝世的尖叫声给樱井留下了深刻的印象，樱井说，他在努力传达结局的情感基调。樱井已经开始将克劳德视为重要角色，他说克劳德使他想起了自己的过去，作为《最终幻想VII》的粉丝，他很乐意贡献自己的力量。
关于《最终幻想VII》的重制，樱井发现由于他在游戏中的独特性，他很难描绘年轻的克劳德。樱井花了很多时间来完成更好的交付，同时感谢声音总监协助他。野村表示，尽管克劳德在《最终幻想VII》中表现出色，但他经常失败并因此以尴尬的方式结束表演，他认为在录制游戏方面，樱井会感到困扰。在闪回片段找到适合年轻克劳德的演员与蒂法互动，这对开发人员也构成了挑战。为了找到合适的演员，工作人员考虑雇用一个住在农村地区的孩子。尽管如此，史克威尔认为为年轻的克劳德任命的演员是合适的，使他的温柔与蒂法的声音相称。被选中的演员是相泽幸优。
在英语改编中，史提夫·巴頓（Steve Burton）为克劳德配音。一次史克威尔的一位工作人员在2001年的电影《最后的城堡》中看到他的作品，巴顿便首先被聘为克劳德的配音演员。巴顿在《降临之子》中为克劳德的配音是他的第一部长篇角色，他很喜欢这种经历。巴顿称这个角色对他来说是一个难得的配音机会，他形容克劳德是“对他沉重的”。巴顿说，当粉丝们因他为克劳德的配音而认识他时，他感到很惊讶，他曾将他称为“ 最酷的人物之一”，他也为自己配音而感到幸运。
尽管最初在《最终幻想VII》中将克劳德描绘成一个沉默的角色，但巴顿仍然表达自己希望在重制版中配音。但是在2019年6月，巴顿在重制版中被科迪·克里斯蒂安（Cody Christian）取代，巴顿感谢了史克威尔的工作，并祝愿克里斯蒂安好运。克里斯蒂安欣赏这个角色，因其个性而成为标志人物，因此期待发挥出自己的最佳表现。克里斯蒂安评论说他是巴顿的替补，他说：“史蒂夫（Steve），您铺平了道路。您使这个角色如故，并为塑造角色做出了贡献”，不想让巴顿对未能配音感到失望。克里斯蒂安以巴顿的作品作为他对角色刻画的灵感。闪回事件中出现的少年克劳德由Major Dodson配音。

## 文化影響

### 評價
克勞德這個人物已廣受大多数評論家的好評。2005年，《电子游戏月刊》在他们的电子游戏人物榜单中，将克勞德列为第七名。他被認定有是任何時刻最好的性格，《電擊PlayStation》的公司將2007年追溯獎項頒在PlayStation版上。IGN將他排列在2008年《最終幻想VII》和最終幻想整體系列頂級人物名單中的第三。GameSpot以他的基本性格作特色發表了題為「最偉大的遊戲英雄：克勞德·史特萊夫」的影片，他投票列入了2009年「所有時刻最偉大的遊戲英雄」。IGN在2008年发文指出，克勞德在「最終幻想系列的歷史中大概是最有名的英雄」，雖然他的名氣在過去十年中有所消退和改變，可能是過度使用的後果。他們推測，「十年后，他仍然可能是偶像」。UGO将他排在2010年日本頂級RPG角色清單頂端。同年，GamesRadar將克勞德作為《最終幻想》任何時候第二最好的英雄，指出「他是該系列中最完整和值得深思熟慮的人物之一」。他也是排在VideoGamer.com的2010年《最終幻想》角色名單中第二好的，還稱他為「整個JRPG風格的海報男孩」。在2011年，《帝國雜誌》排克勞德在13大的電子遊戲角色，表示：「他是，而且永遠是，最终幻想典範 - 持久的人物格言」。在2013年，《Complex》雜誌排克勞德为最偉大的《最終幻想》角色，以他的「殺手鐧背景故事，標誌性的武器，和一個偉大的遊戲的引導」。
RPGamer編輯Aujang Abadi發表的文章專注於他的過去和他的個性，稱克勞德「史克威爾創造了一個最複雜的角色『以及』一個真正複雜的主角」。Gamasutra的庫爾特·卡拉塔指出他是「既不是英雄也不是反英雄」，而是一個患有「自大型妄想與心理問題」的有點懦弱的人，他还称克勞德是角色扮演类电子游戏中最早的不可靠的敘事者之一。MobyGames的Unicorn Lynx形容他是「見過的遊戲中最複雜的角色之一」，由於他是如何對付「自己的深層的心理問題」和「關於他存在的真理」，而承擔責任的一個領導者。《Fami通》給了他一個長達七頁的敬意，顯示這些年來他的許多露面。在另一方面，GameCritics，對人物的一些批評，指出，雖然《最终幻想VII》有一些「有史以來最複雜的人物」，但以電子遊戲的標準，在角色中一些是「薄如紙」和克勞德的「幼稚動機」相比。
IGN表示，克劳德为角色扮演游戏英雄树立了潮流，将他的“尖尖的金发”和“硕大的毁灭剑”描述为“一眼就明白的标志，并被世界各地的游戏玩家认可”。Edge将克勞德描述为有“出色的设计和特点”的一个例子。《Fami通》在2010年发表了一篇长达七页的致词，向克劳德致敬，展示了他多年来的许多登场。2014年，IGN举行了一次民意调查，投票选出有史以来最喜欢的《最终幻想》角色，以及每部作品中最喜欢的角色。最终收集了超过200万张选票，克劳德在所有角色中排名第一，他也在《最终幻想VII》的角色中排名第一。在2013年，Complex将克劳德评为电子游戏中的第八棒的士兵。
粉絲之間的評價一直是積極的。在Oricon在2008年的民意調查，克勞德被評選為第二最受欢迎的電子遊戲角色，他分别在「男性玩家」排第二和在「女性玩家」排第三。在2010年的ASCII Media Works投票中，粉絲投票希望來命名自己的孩子的電子遊戲和漫畫人物，克勞德的名字在男性類排第三。同年，《Fami通》讀者票選克勞德作為有史以來第三好的電子遊戲角色。角色被放在GameFAQs的角色PK同類比賽中，贏得了「性格之戰II」（2003年）、「角色戰III」排名第二（2004年）和「生死戰」（2006年）。在2011年《吉尼斯世界紀錄玩家版》中，克勞德被評為第五屆最好的電子遊戲角色。
PSXextreme稱讚克勞德在《王國之心》的重新設計是游戏中最好的部分，並指出他是如何和文森特的設計「融合」。據AnimeFringe，克勞德出現在《王國之心》對《最终幻想VII》粉絲而言是最興奮的事之一。他在《降临之子》中的发展被DVD Talk誉为电影中最好的部分之一。。1UP評論說，克勞德對艾莉絲之死的內疚有效打動觀眾。Newtype USA也赞扬了克劳德在《降临之子》中的角色，称尽管他是英雄人物，但不愿成为英雄。Joystiq的Andrew Yoon认为，导演剪辑版电影为克劳德的发展提供了更多深度，利用较长的时间更好地将克劳德“人性化”。GamesRadar表示，尽管克劳德在影片中感觉像个“悲惨”角色，但他过去的经历跟与他存储在摩托车中的新剑一样吸引人。北濑佳范表示，克劳德和萨菲罗斯之间的战斗非常受欢迎，足以使日本游戏玩家在《最终幻想 纷争》中重现它，并期望西方粉丝也效仿它。史蒂夫·巴顿（Steve Burton）在《降临之子》中的表演也被称赞为最佳英国演员之一。在一次民意测验中，克劳德被选为樱井孝宏表现最好的人物之一。Meristation赞扬了克劳德在《降临之子》中的崭露头角，以及它在《地狱犬的挽歌 最终幻想VII》中如何引起人们的注意，即使他不是主要角色并因此减少了出场时间。
在期待《最终幻想VII》重制版的过程中，克劳德在预告片中的展现角色是众多记者关注的焦点。 IGN高度赞扬其视觉外观的设计和营销。TechSpot指出，粉丝对克劳德的恋爱兴趣感兴趣，但克劳德与爱丽丝的关系在过往是很微妙的。CBR也期待着这个三角恋。尽管注意到重制版中的反社会态度，但IGN，Metro和GameSpot都认为克劳德是整个重制版中具有最明显的弧度的角色，而科迪·克里斯蒂安的表现有助于提高他的吸引力。在GameSpot的一篇专题文章中，将克劳德与世嘉的《如龙》游戏系列的桐生一马进行了比较，因为在米德加的叙事中，两者具有相似的特点和发展。

### 其他影响
在主要角色的特征方面，克劳德为《最终幻想》系列确立了趋势。在《最终幻想VII》之后，野村哲也设计了史克爾·里昂哈特（Squall Leonhart），《最终幻想VIII》的负责人给了他类似的反英雄角色。野村还受命为《最终幻想XIII》制作“女性版本的克劳德”，着眼于克劳德的成功设计了雷霆，并指出她“希望……长期以来被爱，就像克劳德。”在雷霆被日本玩家评选为该系列中最受欢迎的女性角色之后，EGMNOW的Mollie Patterson评论说：“有些人指出，雷霆有点像女性的克劳德，这也许就是为什么她获得如此之多喜爱的原因。” 但是，在《最终幻想X》中，开发组在叙事中旨在塑造一个更具反差、表现得更加开朗的英雄提達（Tidus）。同样，野村在《最终幻想XV》中塑造了诺克提斯·路西斯·切拉姆，其特征与克劳德和史克爾有所不同，反而更加不安全。
当决定在任天堂的跨界格斗游戏《任天堂明星大乱斗3DS/Wii U》中使用《最终幻想》的代表时，野村哲也和《任天堂明星大亂鬥》系列的创作者兼导演櫻井政博迅速同意将克劳德添加到角色阵容中。这主要是因为克劳德与其他最终幻想角色（如巴茲（Bartz）或蒂娜（Terra））相比，在该系列中非常受欢迎，并且加入该角色也是粉丝的多次要求。櫻井政博说，他认为克劳德是一个相对容易扮演的角色，因为预期有各种各样的玩家在使用他。克劳德的受欢迎以及加入《任天堂明星大乱斗》系列引起了多重反响，尤其是Twitter上的趋势。尽管The Verge指出这种跨界游戏还具有类似《合金装备》的角色，以及主角角色洛克人和刺猬索尼克，但由于《最终幻想VII》在任天堂主机上没有发布，他们仍然对克劳德的加入感到惊讶（直至2019年才推出任天堂Switch，由PC版移植的版本）。克劳德加入《任天堂明星大乱斗》系列带来的影响，就跟之后《女神异闻录5》的Joker加入《任天堂明星大乱斗》系列带来的影响类似，因为这两个角色在索尼的游戏中都比较多。《Den of Geek》将克勞德评为《任天堂明星大乱斗》中最好的角色之一，因为他看到他与任天堂的其他著名角色作战。
为了宣传《最终幻想VII 重制版》，在洛杉矶的建筑物中使用了克劳德的艺术作品。

### 商品
克勞德已被廣泛的商品化，有許多不同的樣式，包括手办、吊飾、珠宝等。在系列的20週年紀念時，官方發布了他和系列其他主角的塑像。在2008年的聖地亞哥國際動漫展上，史克威尔艾尼克斯的商品經理表示，克劳德的形象造就了该公司一些最畅销的商品，并且粉丝们可以期待将来对该角色进行进一步的改编。《降臨之子》中克劳德形象的手办和在《最终幻想VII》中的Hardy-Daytona摩托車套件最受欢迎，這兩組在歐洲和北美市場銷售的特別好。官方還發布了兩部宣傳書《Cloud Vol 1》（2007年）和《Cloud Message》（2008年），着眼于克勞德特征的介紹。在2013年，「毀滅劍」的实体版由鐵匠Tony Swatton打造出來。。
而最終幻想卡牌遊戲也有克勞德的樣式。此外在日本地區還有行動電話FOMA P900iV，是和《最终幻想VII 降临之子》合作，在廣告中使用克勞德。另外有發售和克勞德相同顏色的「克勞德黑」款式。

## 另見
- 最终幻想VII系列角色列表

## 外部連結
- Cloud Strife - Final Fantasy Wiki（页面存档备份，存于）
- 最終幻想VII 重製版 克勞德·史特萊夫角色介紹 （页面存档备份，存于）